# Agathoclès d'Alexandrie
Pour les articles homonymes, voir Agathocle.
Sauf précision contraire, les dates de cet article sont sous-entendues « avant l'ère commune » (AEC), c'est-à-dire « avant Jésus-Christ ».
Agathoclès d'Alexandrie, en grec ancien : Αγαθοκλής / Agathoclès, né au milieu du IIIe siècle av. J.-C. et mort en 203 av. J.-C. à Alexandrie, est un ministre du roi lagide Ptolémée IV Philopator. Il est également le régent de Ptolémée V Épiphane.

## Biographie
Agathoclès est le fils d'Agathoclès et d'Oinanthé. Il est le frère d'Agathocléa, maîtresse du roi Ptolémée IV.
Dans sa jeunesse, il est échanson à la cour de Ptolémée III et concubin du prince héritier Ptolémée IV.
Il joue par la suite un rôle important à la cour de Ptolémée IV en tant que conseiller, aux côtés de Sosibios, en particulier dans les préparatifs de la bataille de Raphia (217 av. J.-C.).
En 216/215 av. J.-C., Agathoclès est le prêtre du culte d'Alexandre le Grand.
À la mort du roi et de son épouse, Arsinoé III, en 204 av. J.-C., Agathoclès s'empare du pouvoir et s’arroge la tutelle du jeune Ptolémée V, âgé de 6 ans.
L'année suivante, en 203 av. J.-C., les Égyptiens et les Grecs d'Alexandrie, exaspérés par les outrages d'Agathoclès, se soulèvent contre lui. Ils encerclèrent le palais royal de nuit et y pénètrent de force. Agathoclès, certains de ses partisans et toute sa famille sont conduits dans le stade et livrés à la foule.

## Sources et bibliographie

### Sources primaires
- Polybe, Histoires [détail des éditions] [lire en ligne]

### Sources secondaires
- (en) Leon Mooren, « The Ptolemaic Court System », Chronique d’Égypte, vol. 60, nos 119-120,‎ 1985, p. 214–222 (DOI 10.1484/J.CDE.2.308690)
- (en) William D. Barry, « The Crowd of Ptοlemaic Alexandria and the Riot of 203 B.C. », Échos du Monde Classique, vol. 37, no 3,‎ 1993, p. 134–148
- Anne-Emmanuelle Veïsse, « Violences extrêmes en milieu urbain : Alexandrie, 203 av. n.è. », Chronique d’Égypte, vol. 94, no 187,‎ 2019, p. 415-431 (DOI 10.1484/j.cde.5.119065)